# United States Coast Guard
Straż Wybrzeża Stanów Zjednoczonych, Straż Przybrzeżna Stanów Zjednoczonych (ang. United States Coast Guard – USCG) − jeden z rodzajów amerykańskich sił zbrojnych. Jej zadaniem jest obrona narodowa, ochrona bezpieczeństwa morskiego, wsparcie przy egzekwowaniu amerykańskiego prawa na wodach okalających terytorium Stanów Zjednoczonych oraz ochrona środowiska naturalnego. Łączy funkcje wojskowe i cywilne. Służy w niej około 40 tys. ludzi. W rezerwie pozostaje około 39 tys. ludzi. Straż Wybrzeża w czasie pokoju podlega Departamentowi Bezpieczeństwa Krajowego, a nie Departamentowi Obrony, tak jak pozostałe rodzaje sił zbrojnych. W czasie wojny zaś staje się organizacją podległą Marynarce Wojennej.

## Bandery

Bandera Straży Wybrzeża
Bandera komendanta Straży Wybrzeża
Bandera zastępcy komendanta Straży Wybrzeża
Bandera wiceadmirała
Bandera kontradmirała

## Pojazdy

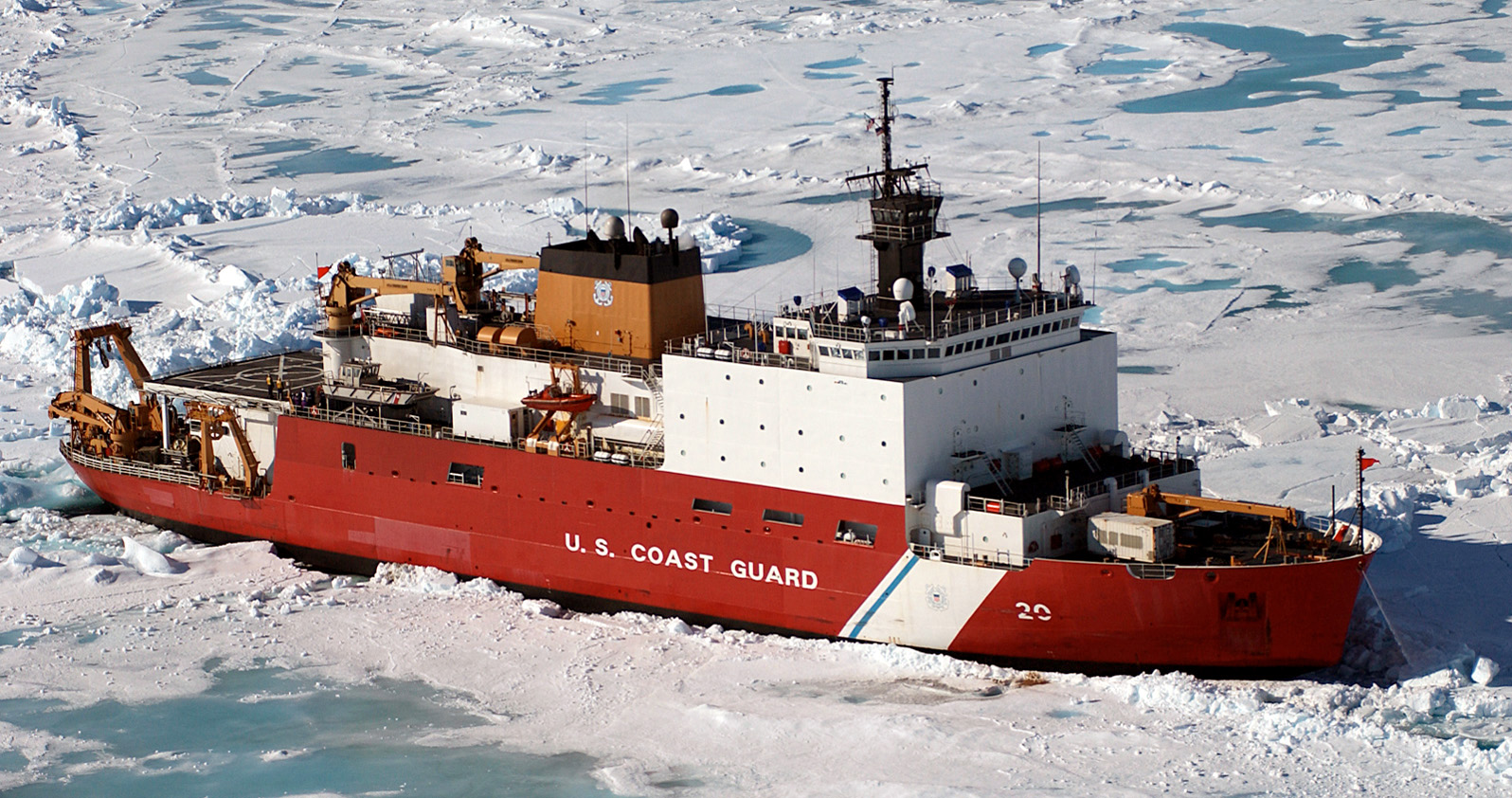
Lodołamacz USCGC „Healy” (WAGB-20)
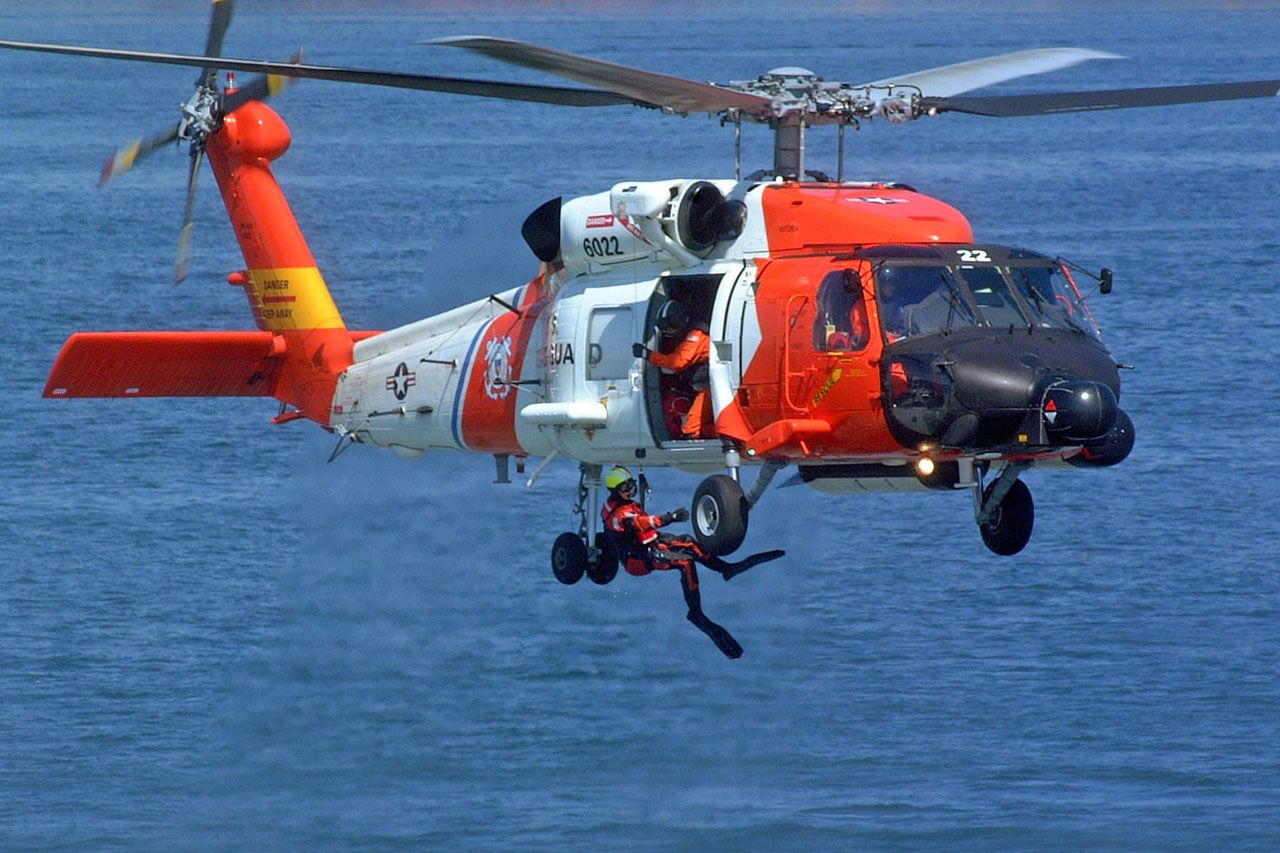
Sikorsky MH-60T Jayhawk
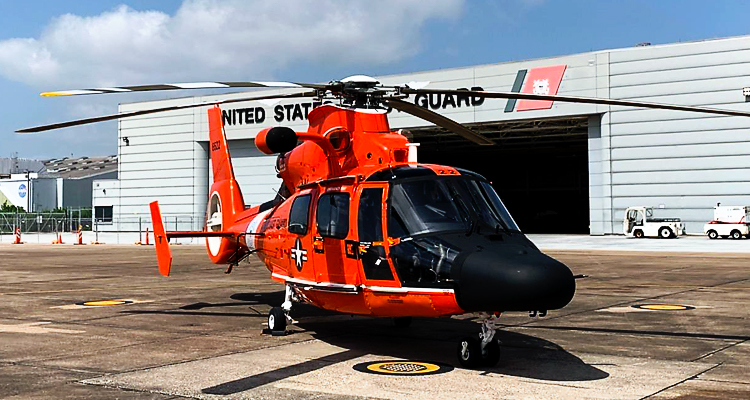
Eurocopter HH-65B Dolphin
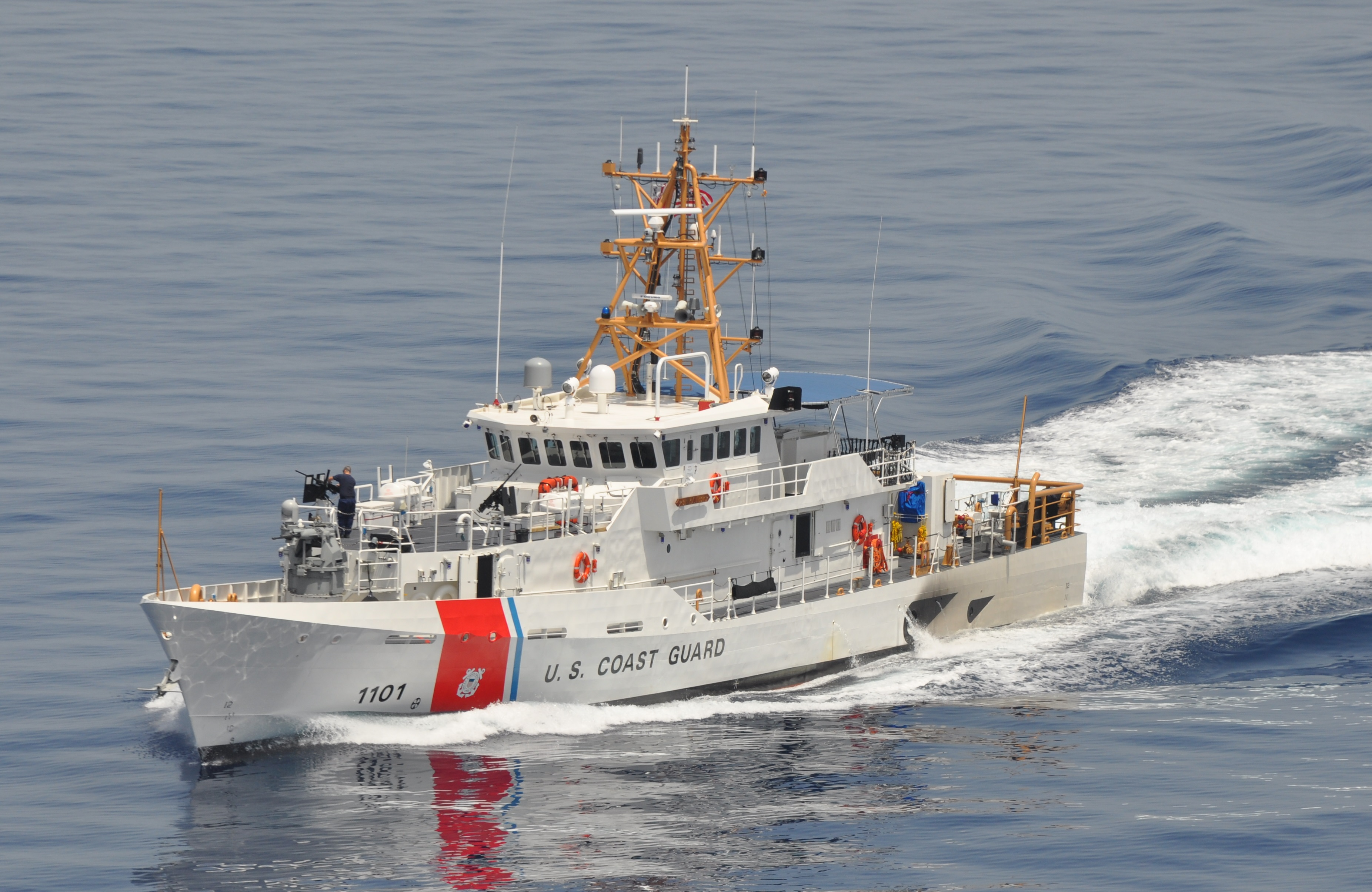
Kuter patrolowy typu Sentinel
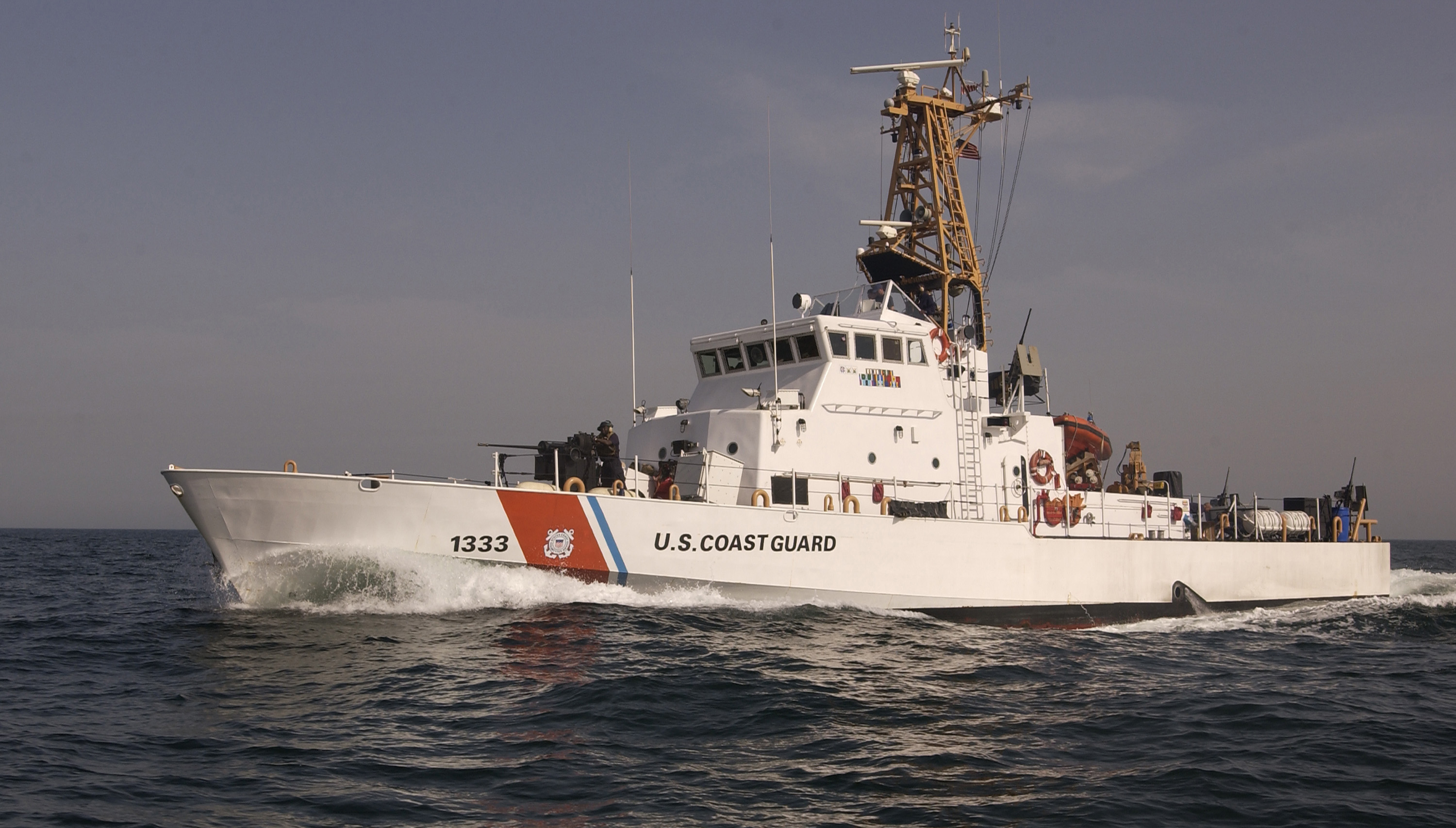
Kuter patrolowy typu Island
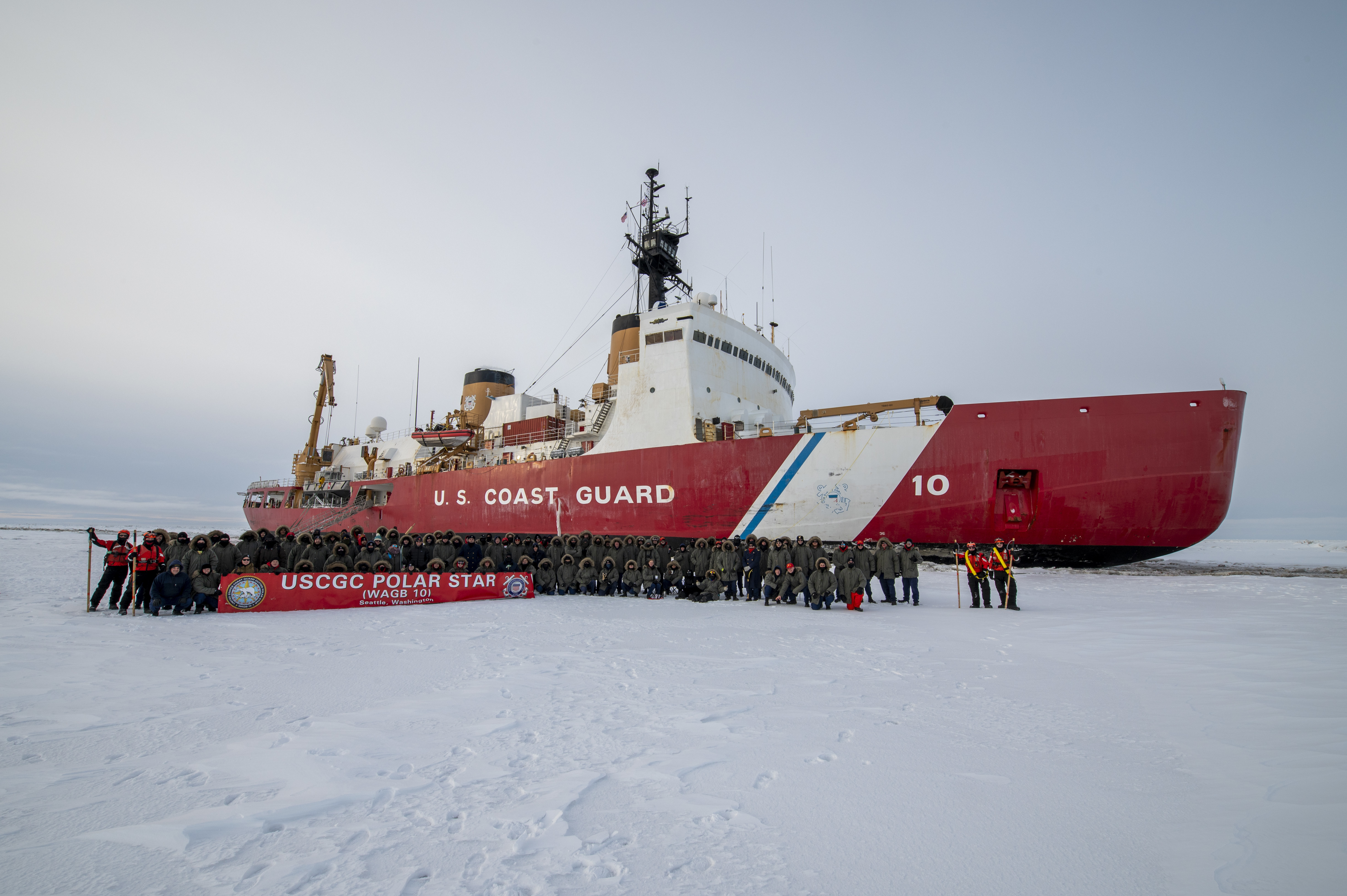
Lodołamacz USCGC „Polar Star” (WAGB-10) typu Polar
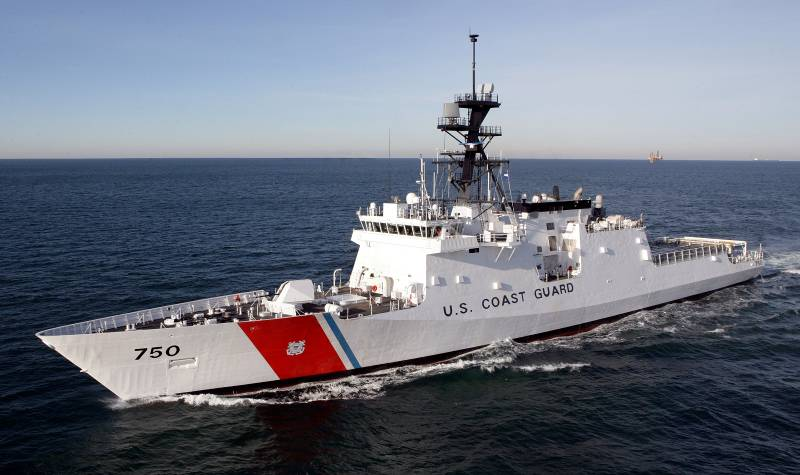
Patrolowiec typu Legend